# 고원고
고원고(高原固, ?~?)는 당나라에 파견된 발해의 유학생이다.

## 생애
그는 대인선 때 당나라에 파견된 발해의 유학생으로, 빈공과에 합격한 뒤 민중지방에 있던 당나라 진사 서인(徐夤)을 만나 그가 지은  ‘참사검부(斬蛇劍賦)’, ‘어구수부(御溝水賦)’, ‘인생기하부(人生幾何賦)’를 발해인들이 집집마다 병풍에 금으로 써놓았다고 하자, 서인은 기뻐하며 그를 '발해빈공고원고선배'(渤海賓貢高原固先輩)라고 부르며 그에게 시를 선물했다.

“계수나무 가지 꺽어 언제 달에서 내려왔나,

만산으로 나를 찾아와 글을 묻네

즐거이 황금과 취옥 녹여 병풍 위에 썼다 하니,

누가 보잘 것 없는 내 시 해 뜨는 동쪽으로 가져갔나

담자는 옛날 공자를 만났고

유여는 전에 진나라 궁궐을 풍자했었지

아아, 대국의 선비들, 몇 사람이사 순박한 감정 떨칠 수 있을까”

이후 발해로 귀국한 그는 당나라로부터 비서성정자(秘書省正字)를 받게 되었다.

## 같이 보기
- 최치원

## 참고 자료
- 유, 득공 (1784). 《발해고》. 신고(臣考).